# S. Veillard
S. Veillard ( 1750 - 1820 ) fue un botánico, y agrónomo francés .

## Algunas publicaciones

### Libros
- Con Charles N.S. Sonnini de Manoncourt (1751-1812) y Étienne Chevalier (1750-1828). 1810. Vocabulaire portatif d’agriculture, d’économie rurale et domestique, de médecine de l’homme et des animaux, de botanique, de chimie, de chasse, de pêche, et des autres sciences ou arts qui ont rapport à la culture des terres et à l’économie, dans lequel se trouve l’explication claire et précise de tous les termes qui ne sont pas d’un usage ordinaire, et qui sont employés dans les livres modernes d’agriculture et dans d’autres livres, Paris : chez F. Buisson et chez D. Colas, in-8°, xiv-464 pp.

- La abreviatura «Veill.» se emplea para indicar a S. Veillard como autoridad en la descripción y clasificación científica de los vegetales.[1]